# Tony Accardo
Anthony Joseph Accardo, även känd som Joe Batters och Big Tuna (född Antonino Leonardo Accardo), född 28 april 1906, död 22 maj 1992 var boss i Chicago-maffian Chicago Outfit från ungefär 1945 fram till kort innan han dog. Paul Ricca sa en gång att Accardo, "hade mer hjärna före frukost, än vad Al Capone hade under hela dagen."
Accardo dog på grund av hjärtproblem, och han är begravd på en kyrkogård i Hillside, Illinois. Han satt inte en enda dag i fängelse.

## Biografi
Tony Accardo föddes i Near West Side, Chicago, son till Francesco Accardo, en skomakare, och Maria Tillota Accardo. Han rekryterades till Chicago Outfit av Jack McGurn.

## Smeknamnen
Det var Al Capone som gav honom smeknamnet "Joe Batters", för hans skicklighet med basebollträ. Senare fick han smeknamnet "Big Tuna" av medier i Chicago.

## Giftermål och familj
1934 mötte han och gifte sig sedermera med Clarice Pordzany, som var polsk-amerikansk. Deras relation kom att hålla sig stark och de skaffade fyra barn. Till skillnad från majoriteten av hans kollegor, var det aldrig känt att Accardo skulle ha varit otrogen mot sin fru.

## Boss över Chicago Outfit
Efter det att Frank Nitti begått självmord 1943, blev Paul Ricca boss i Outfit och Accardo blev underboss. När Ricca hamnade i fängelse 1945, fick Accardo ta överhanden i maffiasyndikatet och blev sedermera permanent boss.